# Asediul muntelui Hiei
Asediul muntelui Hiei (比叡山の戦い hieizan-no tatakai?), sau arderea muntelui Hiei (比叡山焼き討ち hieizan yakiuchi?), a fost o bătălie dintre armata feudalului japonez Oda Nobunaga și călugării mănăstirii Enryakuji de pe muntele Hiei. Potrivit unor istorici, încăierarea a fost într-atât de inegală, încăt se califică mai degrabă drept masacru decât drept asediu sau bătălie.